# Pseudotraulia cornuata
Pseudotraulia cornuata is een rechtvleugelig insect uit de familie veldsprinkhanen (Acrididae). De wetenschappelijke naam van deze soort is voor het eerst geldig gepubliceerd in 1980 door Laosinchai & Jago.